# Campionati europei di atletica leggera 2016 - Lancio del martello maschile
Il concorso del lancio del martello maschile ai campionati europei di atletica leggera di Amsterdam 2016 si è svolta l'8 e il 10 luglio 2018 all'Olympisch Stadion.

## Programma
| Data           | Ora   | Evento         |
| -------------- | ----- | -------------- |
| 8 luglio 2016  | 12:30 | Qualificazione |
| 10 luglio 2016 | 17:10 | Finale         |

Ora locale (UTC+2).

## Risultati

### Qualificazione
Qualificazione: si qualificano alla finale gli atleti che raggiungono la misura di 75,00 m (Q) o quelli che ottengono i dodici migliori risultati (q).
| Rank | Gruppo | Atleta                   | Nazione       | #1    | #2    | #3    | Risultato | Note |
| ---- | ------ | ------------------------ | ------------- | ----- | ----- | ----- | --------- | ---- |
| 1    | B      | Paweł Fajdek             | Polonia       | x     | x     | 78.82 | 78.82     | Q    |
| 2    | A      | Ivan Cichan              | Bielorussia   | 73.34 | 74.19 | 76.10 | 76.10     | Q    |
| 3    | A      | Wojciech Nowicki         | Polonia       | 74.33 | 75.85 |       | 75.85     | Q    |
| 4    | B      | Marcel Lomnický          | Slovacchia    | 72.97 | 74.68 | x     | 74.68     | q    |
| 5    | B      | Mihaíl Anastasakis       | Grecia        | 73.29 | 71.95 | 74.01 | 74.01     | q    |
| 6    | A      | Chris Bennett            | Gran Bretagna | 74.39 | 72.62 | x     | 74.39     | q    |
| 7    | B      | Serghei Marghiev         | Moldavia      | 73.95 | x     | x     | 73.95     | q    |
| 8    | B      | Özkan Baltaci            | Turchia       | 73.10 | 71.34 | 70.67 | 73.10     | q    |
| 9    | A      | David Söderberg          | Finlandia     | 72.96 | x     | 70.19 | 72.96     | q    |
| 10   | B      | Marco Lingua             | Italia        | 72.94 | x     | x     | 72.94     | q    |
| 11   | B      | Javier Cienfuegos        | Spagna        | 70.97 | 72.21 | 72.73 | 72.73     | q    |
| 12   | B      | Siarhei Kalamoyets       | Bielorussia   | 67.36 | 69.94 | 72.55 | 72.55     | q    |
| 13   | A      | Andriy Martynyuk         | Ucraina       | x     | 72.15 | 72.37 | 72.37     |      |
| 14   | A      | Pavel Bareisha           | Bielorussia   | 70.71 | 72.19 | x     | 72.19     |      |
| 15   | B      | Mark Dry                 | Gran Bretagna | 71.65 | 69.59 | 71.96 | 71.96     |      |
| 16   | A      | Eivind Henriksen         | Norvegia      | 69.38 | 71.93 | 70.30 | 71.93     |      |
| 17   | A      | Bence Pásztor            | Ungheria      | 70.56 | 70.38 | 71.20 | 71.20     |      |
| 18   | A      | Simone Falloni           | Italia        | 70.51 | 69.76 | x     | 70.51     |      |
| 19   | A      | Lukáš Melich             | Rep. Ceca     | 69.45 | 66.38 | 70.50 | 70.50     |      |
| 20   | A      | Nejc Pleško              | Slovenia      | 66.66 | 70.44 | x     | 70.44     |      |
| 21   | B      | Ákos Hudi                | Ungheria      | 69.48 | 70.37 | 69.94 | 70.37     |      |
| 22   | B      | Constantinos Stathelakos | Cipro         | 70.20 | x     | 68.36 | 70.20     |      |
| 23   | B      | Tuomas Seppänen          | Finlandia     | 69.76 | 69.48 | x     | 69.76     |      |
| 24   | B      | Oleksandr Drygol         | Israele       | x     | 68.10 | 64.69 | 68.10     | NR   |
| 25   | A      | Nick Miller              | Gran Bretagna | 67.76 | x     | x     | 67.76     |      |
| 26   | B      | Serhiy Reheda            | Ucraina       | 66.72 | 65.56 | 66.36 | 66.72     |      |
| -}   | A      | Eşref Apak               | Turchia       | x     | x     | x     | nm        |      |
| -    | A      | Libor Charfreitag        | Slovacchia    | x     | x     | x     | nm        |      |

### Finale
La finale è stata vinta dal polacco Paweł Fajdek.
| Class   | Atleta             | Nazione       | #1    | #2    | #3    | #4    | #5    | #6    | Risultato | Note |
| ------- | ------------------ | ------------- | ----- | ----- | ----- | ----- | ----- | ----- | --------- | ---- |
| Oro     | Paweł Fajdek       | Polonia       | 80.46 | 78.85 | 79.09 | 80.37 | 80.93 | 79.69 | 80.93     |      |
| Argento | Ivan Cichan        | Bielorussia   | 76.60 | 75.16 | 76.42 | 76.18 | 75.84 | 78.84 | 78.84     |      |
| Bronzo  | Wojciech Nowicki   | Polonia       | 74.52 | 77.31 | 77.53 | x     | 77.43 | 76.02 | 77.53     |      |
| 4       | Mihaíl Anastasakis | Grecia        | 75.89 | x     | x     | x     | x     | x     | 75.89     |      |
| 5       | Marcel Lomnický    | Slovacchia    | 73.26 | 75.41 | 75.19 | 75.84 | 74.55 | x     | 75.84     |      |
| 6       | Siarhei Kalamoyets | Bielorussia   | 69.11 | 73.97 | x     | 74.65 | x     | 67.88 | 74.65     |      |
| 7       | David Söderberg    | Finlandia     | 74.22 | 73.83 | 72.98 | x     | 72.01 | 73.86 | 74.22     |      |
| 8       | Serghei Marghiev   | Moldavia      | 71.40 | 70.90 | 72.66 | 66.42 | 73.21 | x     | 73.21     |      |
| 9       | Özkan Baltaci      | Turchia       | 68.96 | 71.35 | 69.36 |       |       |       | 71.35     |      |
| 10      | Chris Bennett      | Gran Bretagna | 69.85 | 70.43 | 70.93 |       |       |       | 70.93     |      |
| 11      | Marco Lingua       | Italia        | 70.00 | x     | x     |       |       |       | 70.00     |      |
| 12      | Javier Cienfuegos  | Spagna        | 68.17 | x     | x     |       |       |       | 68.17     |      |